# Eriauchenus mahariraensis
Eriauchenus mahariraensis es una especie de arácnido perteneciente al género Eriauchenus, dentro de la familia Archaeidae, del orden de las arañas.

## Distribución
La especie se distribuye en Madagascar.

## Taxonomía
Fue descrita científicamente por Leon N. Lotz en 2003.